# Matt Guokas
Matthew George Guokas Jr (ur. 25 lutego 1944 w Filadelfii) – amerykański koszykarz, występujący na pozycjach rzucającego obrońcy lub niskiego skrzydłowego, mistrz NBA z 1967 roku, po zakończeniu kariery zawodniczej trener koszykarski oraz komentator sportowy.
Pochodzi z koszykarskiej rodziny. Jego ojciec Matt Guokas Sr został pierwszym mistrzem NBA, kiedy liga ta nosiła jeszcze nazwę Basketball Association Of America (BAA) w 1947. Zostali pierwszym w historii duetem ojciec– syn, który może się pochwalić tytułami mistrza NBA. W koszykówkę grał również jego wuj – Al Guokas, który w sezonie 1949/1950 reprezentował barwy Denver Nuggets oraz Philadelphia Warriors.

## Osiągnięcia
NCAA
- Uczestnik rozgrywek Sweet Sixteen turnieju NCAA (1965, 1966)
- Mistrz sezonu regularnego konferencji Middle Atlantic (1965, 1966)
- Zaliczony do II składu All-American (1966)[4]

NBA
- Mistrz NBA (1967)[1]

Trenerskie
- Mistrzostwo NBA (1983 – jako asystent trenera)[1]